# 切羅基布魯夫斯 (阿拉巴馬州)
切羅基布魯夫斯（英語：Cherokee Bluffs）是位於美國阿拉巴馬州塔拉普薩縣的一個非建制地區。該地的面積和人口皆未知。

## 地理
切羅基布魯夫斯的座標為32°40′55″N 85°54′23″W / 32.68194°N 85.90639°W，而該地的平均海拔高度為171米（即561英尺）。